# Pechos con flores rojas
Pechos con flores rojas (título original en francés: Les Seins aux fleurs rouges) es un cuadro de Paul Gauguin hecho en 1899 durante su segunda estancia en Tahití. El título original se modificó posteriormente a Dos tahitianas (con flores de mango) (en francés Deux Tahitiannnes (aux fleurs de mango)).  Se conserva en el Metropolitan Museum of Art de Nueva York. Se conoce por la referencia número 583 del catálogo de Wildenstein.

## Descripción

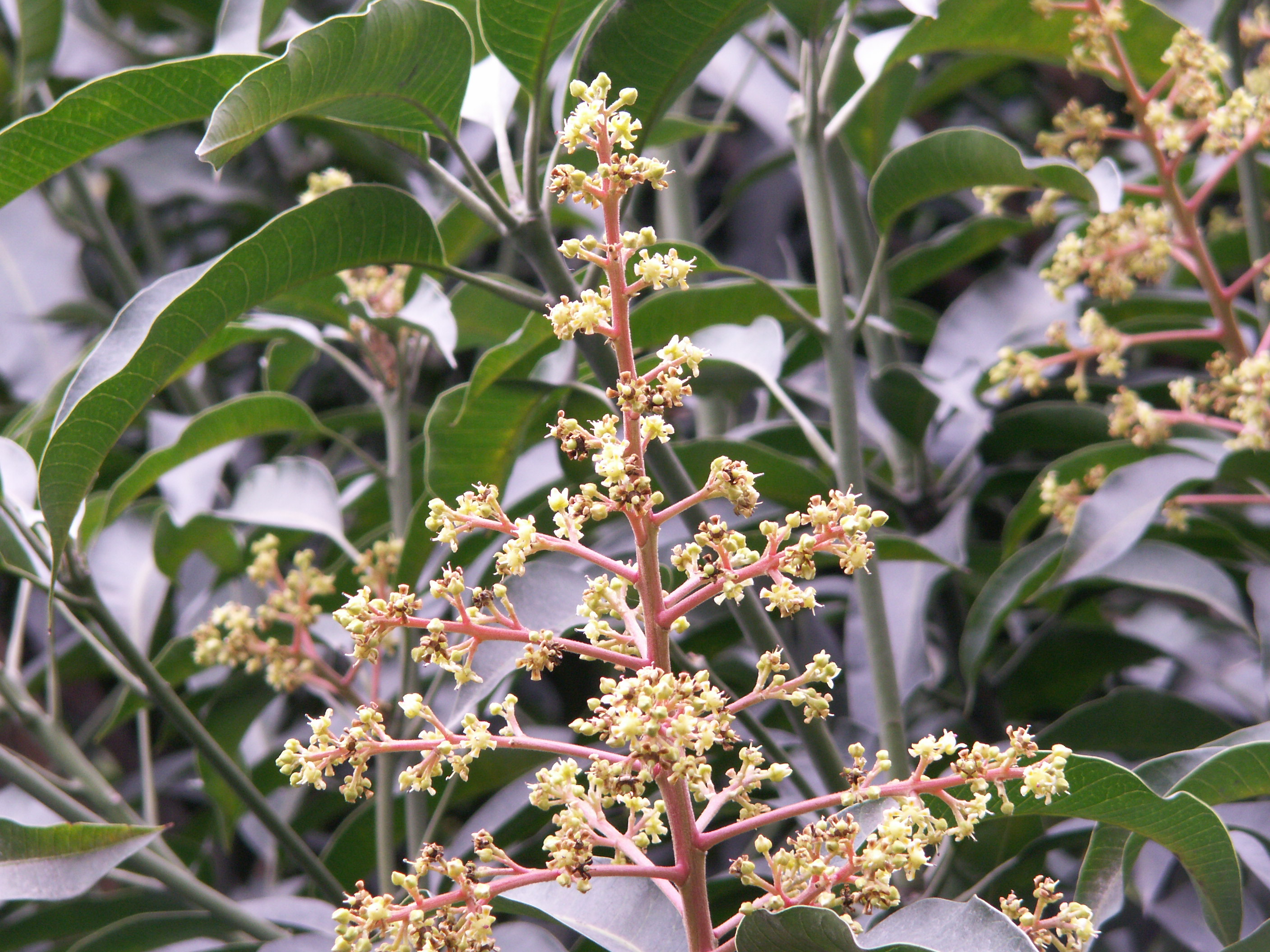
Flores de mango.

La chica de la izquierda, que probablemente es Pahura la amante de Gauguin, sostiene un cuenco lleno de flores o frutos rojos no identificados, justo bajo sus pechos desnudos. La chica de la derecha lleva un ramo de flores de mango rosas con la posición de las manos en la actitud reverente oriental. Están derechas, seguras de sí mismas, ocupando el primer plano en una postura natural nada artificiosa. El fondo es completamente abstracto sin motivos decorativos complementarios, realzando así las dos figuras. Sólo el fruto rojo reclama la atención dando fuerte sensualidad.
Después de intentar suicidarse, Gauguin tuvo una época de estabilidad financiera que le permitió cierta tranquilidad reflejada en sus cuadros. La dignidad de las dos tahitianas adopta formas clásicas. La actitud tranquila, la nobleza medida del gesto, la gravedad de portadoras de ofrendas son expresados por la cadencia de las líneas verticales y la suavidad de las curvas. Resultan menos amorosas y más misteriosas y sensuales.
Gauguin explica esta dignidad escultural de las mujeres tahitianas en su libro Noa Noa:

La mujer maorí resulta un ser singular, pueril y majestuoso, escultural en sus raros instantes de inmovilidad, de ojos muy cándidos y muy agudos, con un encanto único, indefinible, quizás impenetrable.

Y lo repite en una carta:

Las figuras animales de rigidez estatuaria tienen un no sé qué de antigüedad, de augusto, de religioso en el ritmo de sus gestos y en su rara inmovilidad. Con unos ojos soñadores, la mirada es turbadora de un enigma insondable.

Gauguin pintó a menudo las mujeres tahitianas por parejas. Muchas veces las pintaba de memoria, sin modelo, y hacía muchos dibujos preliminares. Las dos figuras están inspiradas en una fotografía que tenía Gauguin del friso La llegada de Maitrakanyaka a Nandan del templo Borobudur de Java.  La figura de la derecha está reproducida en diferentes obras.
La figura de la derecha está reproducida en diferentes obras.

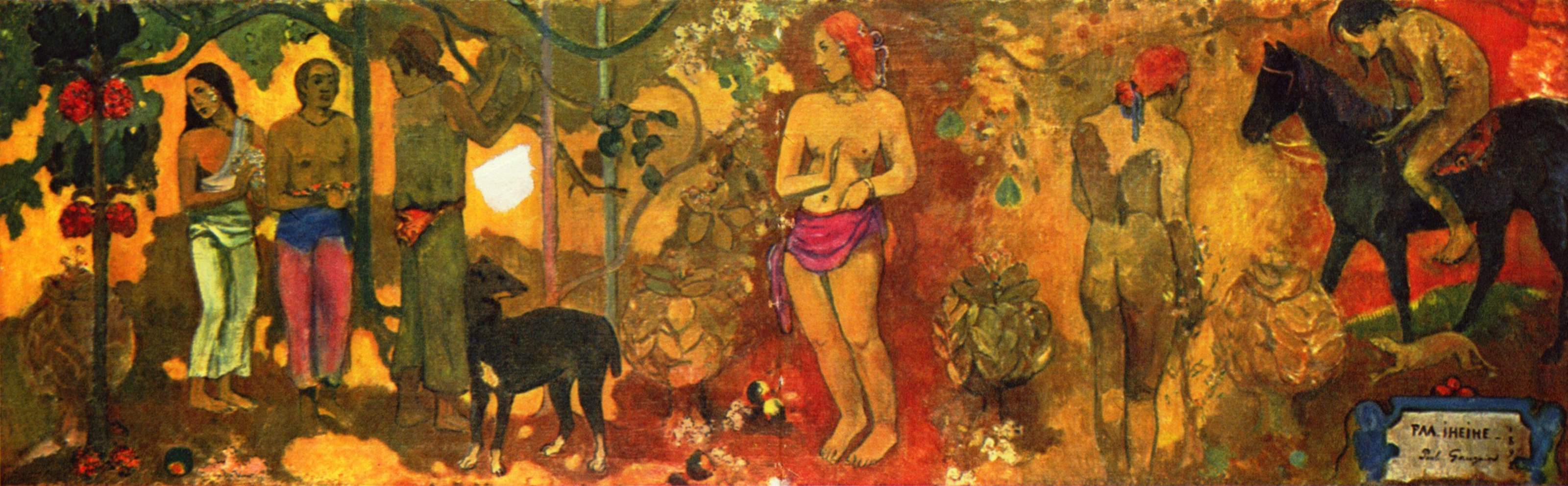
Pastoral tahitiana (1898), en la izquierda.
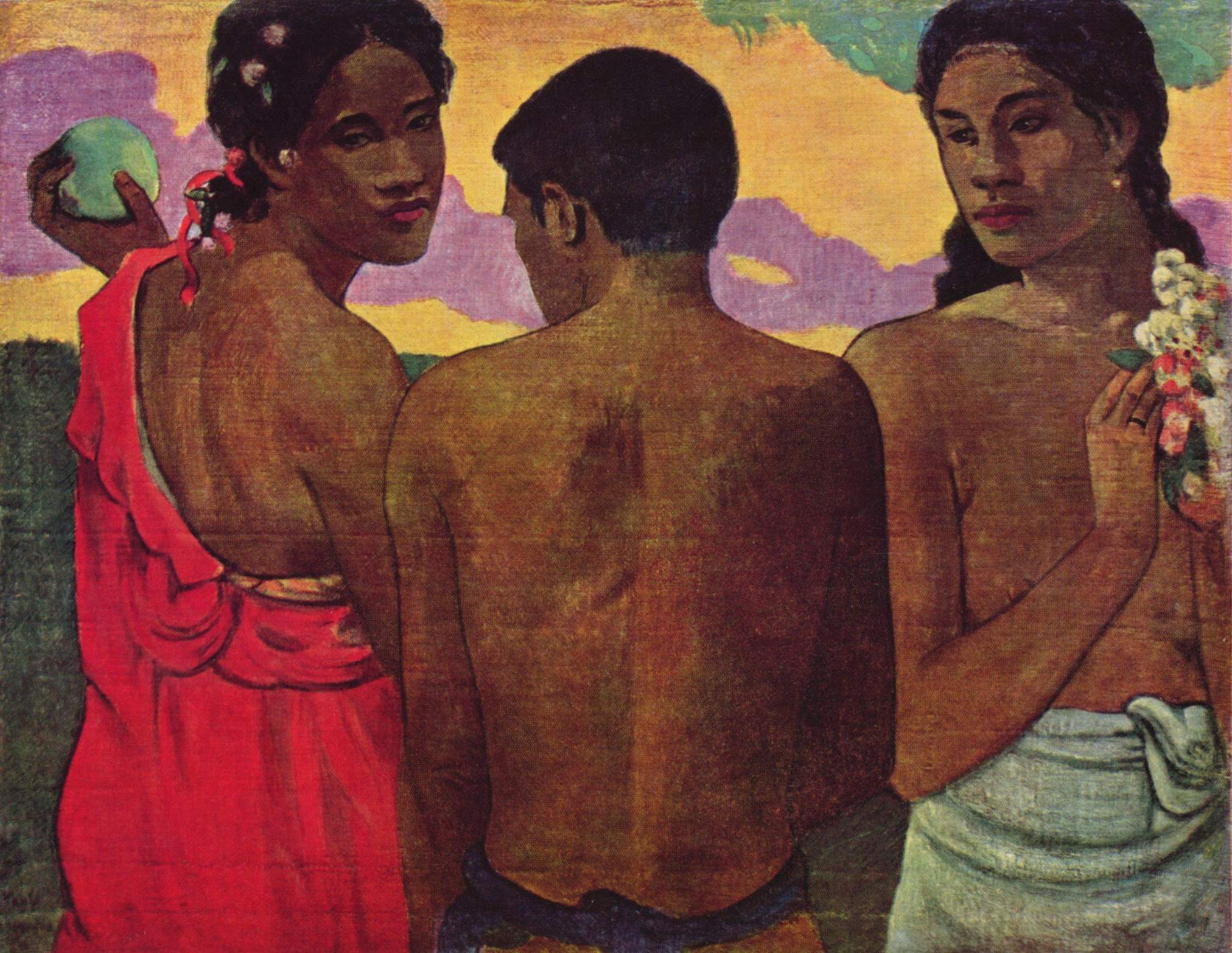
Tres tahitianos (1899), está en la derecha.
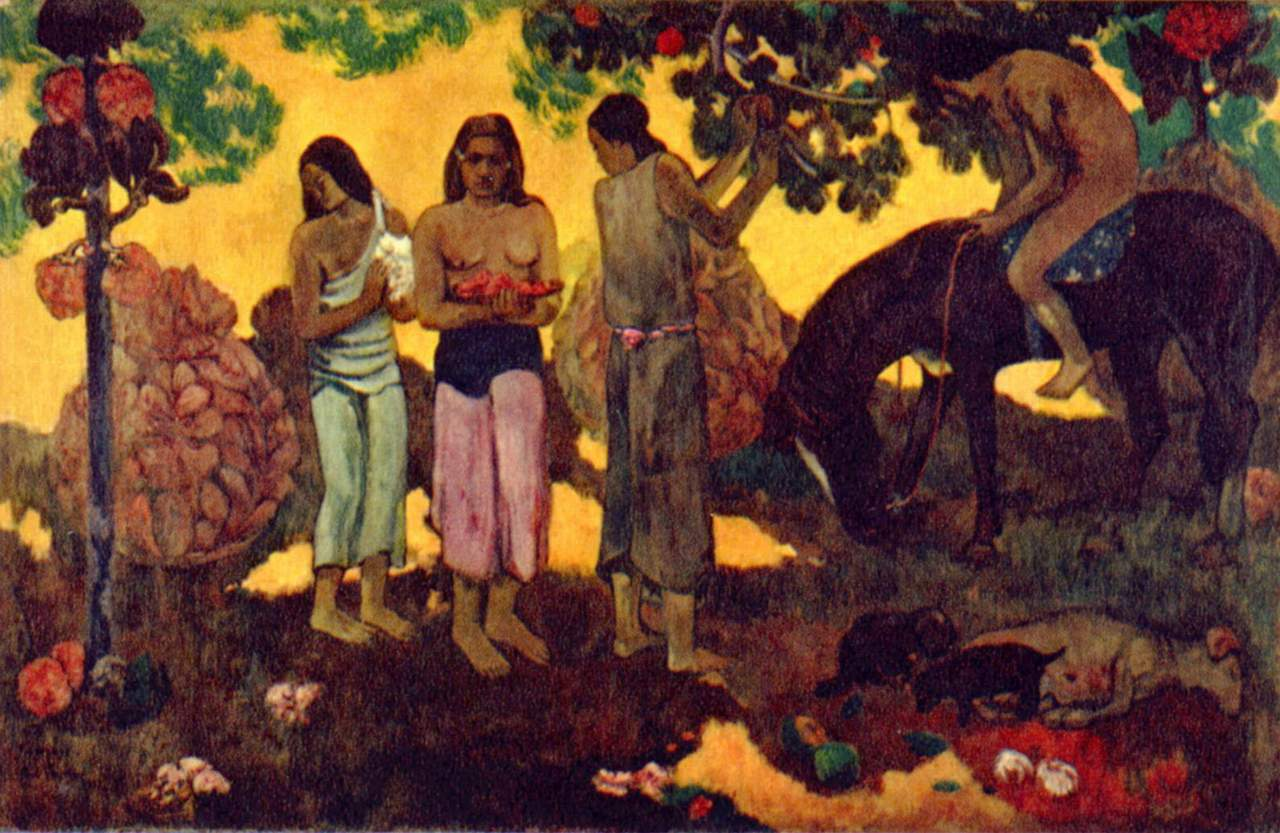
Rupe Rupe (1899), las dos de la izquierda.
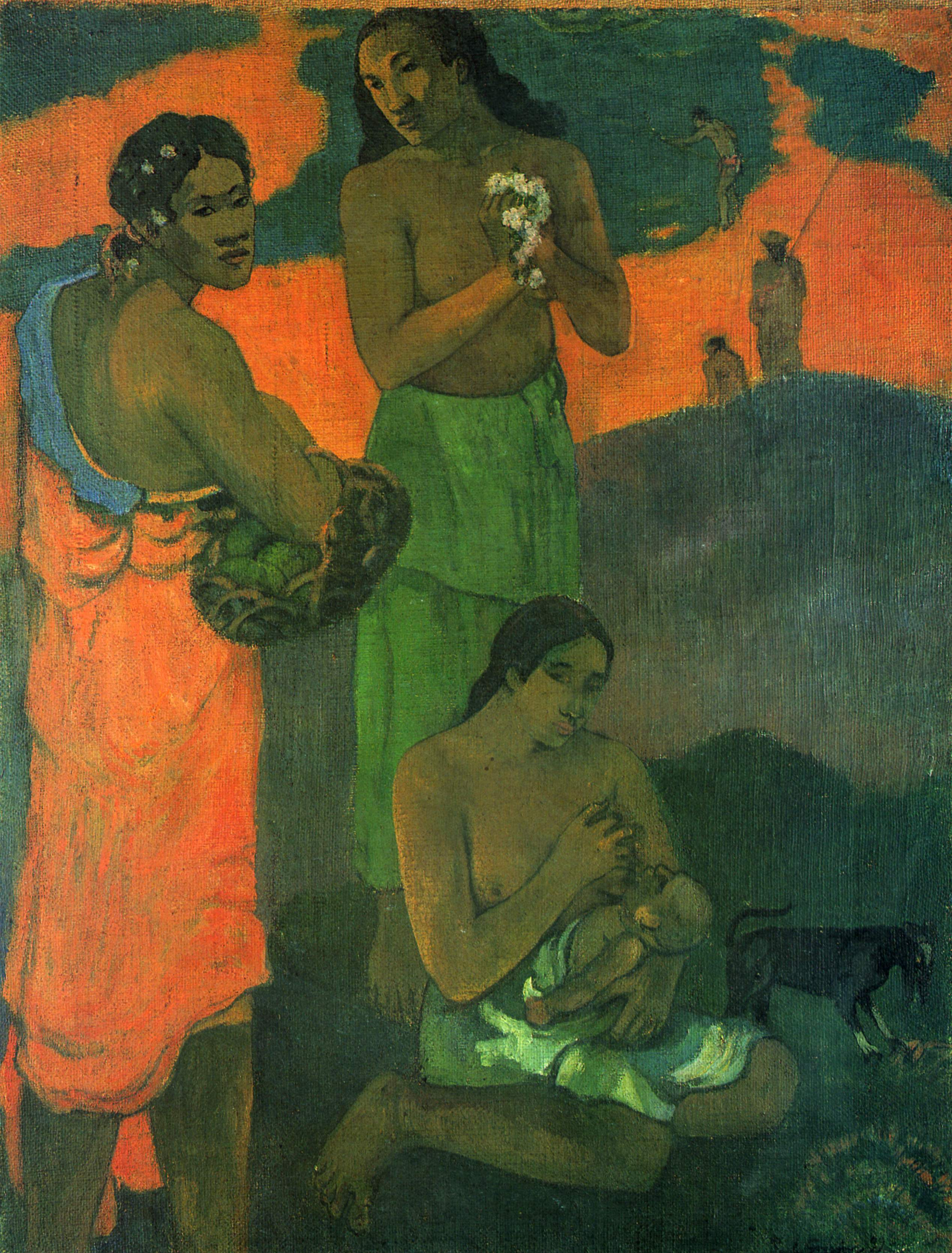
Maternidad (1899), en el centro.

La pintura fue donada en 1949 al Museo Metropolitano de Arte.